# Rejon semeniwski (obwód czernihowski)
Rejon semeniwski – jednostka administracyjna wchodząca w skład obwodu czernihowskiego Ukrainy.
Rejon utworzony w 1926, ma powierzchnię 1500 km² i liczy około 22 tysięcy mieszkańców. Siedzibą władz rejonu jest Semeniwka.
Na terenie rejonu znajdują się 1 miejska rada i 17 silskich rad, obejmujących w sumie 80 wsi.